# Cipang Kiri Hulu
Cipang Kiri Hulu is een bestuurslaag in het regentschap Rokan Hulu van de provincie Riau, Indonesië. Cipang Kiri Hulu telt 1758 inwoners (volkstelling 2010).